# Promluvy ze států
Promluvy ze států (čínsky pchin-jinem Gúo yǔ, znaky zjednodušené 国语, tradiční 國語), též Kniha promluv [uspořádaná dle] států, je čínská historická kniha obsahující řeči, promluvy a dialogy panovníků a úředníků čínských států týkající se událostí 10. – 5. století př. n. l.

## Kniha
Kniha sestává z 240 promluv seskupených do 21 kapitol. Kapitoly jsou seřazeny podle států mluvčího – nejdříve stojí kapitoly týkající se Čou, pak Lu, Čchi, Ťin a dalších. Kniha pokrývá období od vlády čouského krále Mu (947–927 př. n. l. do rozpadu státu Ťin na Čao, Wej a Chan koncem 5. století př. n. l.
Každá promluva je uvedena krátkou statí vysvětlující kontext řeči a zakončena závěrem informujícím o faktech potvrzujících přednesené názory. Řeči se týkají nejrůznějších otázek – filozofie, politiky, ekonomiky, vzdělání, vojenství a hudby. Promluvy a dialogy jsou považovány za fiktivní, nicméně mluvčí jsou historické osobnosti.
Autor nebo autoři díla jsou neznámí, v čínské tradici je připisováno Konfuciovu současníku Cuo Čchiou-mingovi. Sestavováno bylo patrně od 5. do pozdního 4. století př. n. l.

## Obsah
- Čouské promluvy (周語, Čou jü), 3 kapitoly;
- Luské promluvy (魯語, Lu jü), 2 kapitoly;
- Čchiské promluvy (齊語, Čchi jü), 1 kapitola;
- Ťinské promluvy (晉語, Ťin jü), 9 kapitol;
- Čengské promluvy (鄭語, Čeng jü), 1 kapitola;
- Čchuské promluvy (楚語, Čchu jü), 2 kapitoly;
- Wuské promluvy (吳語, Wu jü), 1 kapitola;
- Jüeské promluvy (周越語, Jüe jü), 2 kapitoly.